# 왕수진
왕수진(1973년 9월 4일 ~　)은 한국의 전 농구 선수이다.
현역 시절 삼성생명 소속이었으며, 국가대표로서 abc농구대회(3점슛상)와 2000년 시드니 올림픽(4위)에 출전했다.

### 수상경력
- 농구대잔치 MVP
- WKBL 리그 우승 총3회
- 1999년 일본 시즈오카 ABC대회(아시아 농구선수권) 우승. 3점슛상.
- 2000년 시드니 올림픽 4위 입상.

### 기록
프로리그 통산 한 게임 최다 3점 슛 기록을 갖고 있다. 왕수진은 1999년 WKBL 여름리그 신세계전에서 무려 11개의 3점 슛을 기록했다. 당시 17개를 시도했으며, 해당 게임의 성공률은 64.7%에 40득점에 달한다.

## 참고 문헌
9587932638839
1. ↑  Evans, Hilary; Gjerde, Arild; Heijmans, Jeroen; Mallon, Bill. “보관된 사본”. 《Olympics at Sports-Reference.com》. Sports Reference LLC. 2012년 12월 16일에 원본 문서에서 보존된 문서. 13 July 2012에 확인함. “보관된 사본”. 2012년 12월 16일에 원본 문서에서 보존된 문서. 2019년 9월 27일에 확인함.

2. [매거진] 시드니올림픽 여자농구 4강 신화 20주년…태극낭자, 세계를 호령하다 (jumpball.co.kr)http://www.jumpball.co.kr/news/newsview.php?ncode=179530882168848
3. 여자프로농구 10년사 [WKBL History] 그때 그 선수 (왕수진) - / 민희정 기자 입력 2007. 11. 09. 02:22 https://sports.v.daum.net/v/20071109022207532